# Adolph Dubs
Adolph "Spike" Dubs  (4 de agosto de 1920 - 14 de fevereiro de 1979) foi o embaixador dos Estados Unidos no Afeganistão de 13 de maio de 1978 até sua morte em 1979.  Ele foi morto durante uma tentativa de resgate após seu sequestro.  

## Carreira
Dubs nasceu em Chicago, Illinois. Formado em 1938 pela Carl Schurz High School,  graduou-se no Beloit College em 1942 com uma licenciatura em ciência política . Enquanto estava em Beloit, colegas de classe, que diziam que não queriam se referir a Dubs pelo primeiro nome de um ditador inimigo, deram-lhe o apelido de "Spike",  que ficou para o resto de sua vida. Dubs serviu na Marinha dos Estados Unidos durante a Segunda Guerra Mundial. Mais tarde, ele completou estudos de pós-graduação na Universidade de Georgetown e estudos de serviço estrangeiro na Universidade de Harvard e Universidade de Washington em St. Louis.   Ele posteriormente entrou no Serviço de Relações Exteriores dos Estados Unidos como diplomata de carreira e seus postos incluíram Alemanha, Libéria, Canadá, Iugoslávia e União Soviética. Tornou-se um notável especialista soviético e, em 1973-74, serviu como encarregado de negócios na Embaixada dos Estados Unidos em Moscou.   
Na época de sua morte, ele era casado com sua segunda esposa Mary Anne Dubs, uma jornalista de Washington. Ele foi casado por mais de 30 anos com Jane Wilson Dubs (1922–1993), sua namorada de faculdade do Beloit College, com quem se casou em 1945 e se divorciou em 1976. Ele teve uma filha, Lindsay Dubs McLaughlin (1953–), que vive na Virgínia Ocidental. 

## Sequestro e morte
Em 1978, Dubs foi nomeado embaixador dos Estados Unidos no Afeganistão após a Revolução Saur , um golpe de estado que levou ao poder a facção Khalq, alinhada aos soviéticos.  Ele estava sendo conduzido de sua residência para a embaixada dos Estados Unidos pouco antes das 9 horas da manhã de 14 de fevereiro de 1979, no mesmo dia em que militantes iranianos atacaram a embaixada dos Estados Unidos em Teerã, Irã , e poucos meses antes da invasão soviética do Afeganistão.  Ele estava se aproximando do Centro Cultural dos EUA quando quatro homens pararam sua limusine Chevrolet preta blindada. Alguns relatos dizem que os homens estavam vestindo uniformes da polícia afegã,  enquanto outros afirmam que apenas um dos quatro estava usando uniforme da polícia.  Os homens gesticularam para que o carro abrisse as janelas, que eram à prova de balas, e o motorista do embaixador obedeceu.  Os militantes então ameaçaram o motorista com uma pistola, forçando-o a levar Dubs para o Kabul Serena Hotel  no centro de Cabul.  O sequestro ocorreu à vista da polícia afegã.  Dubs foi realizado no quarto 117 no primeiro andar do hotel  e o motorista foi enviado à embaixada dos EUA para informar aos EUA sobre o sequestro.     
No hotel, os sequestradores teriam exigido que a República Democrática do Afeganistão (DRA) libertasse "um ou mais prisioneiros religiosos ou políticos".  "Nenhuma exigência foi feita ao governo americano, nem o DRA jamais deu um relato completo ou consistente dos desejos dos seqüestradores."  Alguns relatos afirmam que os militantes exigiram a troca de Tahir Badakhshi, Badruddin Bahes (que talvez já estivesse morto) e Wasef Bakhtari. 
Os EUA pediram que esperassem para não colocar em risco a vida de Dubs, mas a polícia afegã ignorou esses pedidos de negociação e atacou a conselho de oficiais soviéticos.  As armas e coletes à prova de bala usados pelos afegãos foram fornecidos pelos soviéticos, e o saguão do hotel tinha vários funcionários soviéticos, incluindo o chefe de segurança da KGB, o principal conselheiro soviético da polícia afegã e o segundo secretário da embaixada soviética.  No final da manhã, ouviu-se um tiro.  A polícia afegã então invadiu o quarto 117 com um pesado tiroteio automático.  Após um tiroteio curto e intenso, estimado em 40 segundos a um minuto,  Dubs foi encontrado morto, morto por tiros na cabeça.  Dois sequestradores também morreram no tiroteio.  Uma autópsia mostrou que ele havia sido baleado na cabeça a uma distância de quinze centímetros.  Os outros dois sequestradores foram capturados vivos, mas foram baleados pouco depois; seus corpos foram mostrados às autoridades americanas antes do anoitecer. 
A verdadeira identidade e os objetivos dos militantes são incertos,  e o crime "nunca foi satisfatoriamente explicado", embora oficiais dos EUA, afegãos e soviéticos "foram testemunhas oculares" dele.  As circunstâncias foram descritas como "misteriosas"  e "ainda nebulosas".  Vários fatores obscureceram os eventos, incluindo o assassinato dos captores sobreviventes, a falta de análise forense da cena, a falta de acesso para investigadores dos EUA e o plantio de provas. A conspiração soviética ou afegã não foi comprovada. 
Alguns atribuem a responsabilidade pelo sequestro e assassinato ao grupo esquerdista anti-pashtun Settam-e-Melli ,  mas outros consideram isso duvidoso, apontando para um ex-policial de Cabul que alegou que pelo menos um sequestrador foi parte da facção Parcham do Partido Democrático do Povo do Afeganistão.  A desinformação que se espalhou na imprensa soviética e afegã após o assassinato atribuiu o incidente à CIA, Hafizullah Amin , ou ambos. Anthony Arnold sugeriu que "era óbvio que apenas um poder ... se beneficiaria do assassinato - a União Soviética", já que a morte do embaixador "envenenou irrevogavelmente" o relacionamento EUA-Afegão, "deixando a URSS com o monopólio do grande poder influência sobre" o governo Nur Muhammad Taraki .  O conselheiro de segurança nacional de Carter, Zbigniew Brzezinski , afirmou que a morte de Dubs "foi um evento trágico que envolveu inépcia ou conluio soviético",  enquanto o tratamento afegão do incidente foi "inepto". O governo Taraki recusou os pedidos dos EUA para uma investigação sobre a morte. 
A administração Carter ficou indignada com o assassinato do embaixador e com a conduta do governo afegão, e começou a se desvincular do Afeganistão e expressar simpatia pelos oponentes do regime afegão.  O incidente acelerou o declínio nas relações EUA-Afeganistão, fazendo com que os Estados Unidos fizessem uma reavaliação fundamental de sua política.  Em reação ao assassinato de Dubs, os EUA imediatamente cortaram a ajuda humanitária planejada de US$ 15 milhões pela metade e cancelaram toda a ajuda militar planejada de US$ 250.000  e os EUA encerraram todo o apoio econômico em dezembro de 1979, quando a ocupação soviética de o país estava completo. 
O governo afegão pretendia diminuir a presença dos EUA no Afeganistão e restringiu o número de voluntários do Corpo da Paz e programas de intercâmbio cultural.  Em 23 de julho, o Departamento de Estado anunciou a retirada de funcionários não essenciais da embaixada dos EUA de Cabul e da maioria dos diplomatas à medida que a segurança se deteriorava, e os EUA tinham apenas cerca de 20 funcionários em Cabul em dezembro.  Dubs não foi substituído por um novo embaixador, e um encarregado de negócios liderou a equipe da embaixada. 
A morte de Dubs foi listada como um "Incidente Terrorista Significativo" pelo Departamento de Estado.  Documentos divulgados dos arquivos soviéticos da KGB por Vasily Mitrokhin na década de 1990 mostraram que o governo afegão claramente autorizou o ataque, apesar das fortes exigências de negociações pacíficas por parte dos EUA, e que o conselheiro da KGB, Sergei Batrukhin, pode ter recomendado o ataque, bem como a execução de um sequestrador antes que especialistas americanos pudessem interrogá-lo.  Os arquivos de Mitrokhin também indicam que o quarto seqüestrador escapou e o corpo de um prisioneiro recém-morto serviu como substituto para a inspeção americana.  Outras questões permanecem sem resposta. Dubs está enterrado no Cemitério Nacional de Arlington, em Arlington, Virgínia.      

## Memoriais
Dubs foi honrado pela American Foreign Service Association com uma placa no Edifício Truman em Washington, DC,  e por um memorial em Cabul. Camp Dubs foi nomeada em homenagem a Dubs, era um acampamento militar dos EUA no Palácio Darul Aman, no sudoeste de Cabul.   